# Oldřich Pelčák
Oldřich Pelčák   (Zlín, 2 de novembre de 1943 - Praga, 7 d'octubre de 2023) fou un cosmonauta i enginyer txec. Es graduà a l'Acadèmia d'Enginyeria de les Forces Aèries Jukovski. L'any 1976, fou seleccionat com a recanvi de seguretat de Vladimír Remek per a la missió Soiuz 28. Foren els primers cosmonautes de la història que no eren soviètics ni estatunidencs.